# Westelijke hemlockspar
De westelijke of westerse hemlockspar (Tsuga heterophylla) is een boom uit de dennenfamilie (Pinaceae). De sierlijke, snelgroeiende conifeer komt voor aan de westkust van Noord-Amerika. De boom bereikt daar een hoogte van 80 m. In Europa kan hij tot 40 m hoog worden. De boom geeft de voorkeur aan kustgebieden met hoge luchtvochtigheid en vocht in de bodem.

## Beschrijving
De kroon is piramide- of kegelvormig. De boom heeft een spitse top die enigszins overbuigt. De toppen van de takken hangen iets omlaag. De boomschors is bruin en glad. Oudere bomen zijn donkerder en hebben diepe groeven in de schors.
De twijgen zijn bleek geelbruin en zijn bedekt met lange haren. De knoppen zijn klein, bruin en bolvormig. De westelijke hemlockspar heeft afgeplatte, aromatische naalden met een variabele grootte. De naalden hebben een afgeronde top en zijn glanzend groen aan de bovenzijde. Ze hebben een korte steel en ze laten een rond, oranjekleurig litteken achter als ze afvallen.
De kegels zijn bleekbruin en eivormig, worden 2-3 cm lang en hebben gladde, ronde schubben. De kegels hangen aan het eind van de twijgen omlaag. Onrijpe kegels zijn groen, rijpe zijn bleekgroen.

## Toepassingen
De westelijke hemlockspar levert geel hout (met een rozige zweem). Het heet iets beter te zijn dan dat van de oostelijke hemlockspar en wordt gebruikt voor papierpulp, de bouw, kisten et cetera.
Eigenschappen

- Duurzaamheidsklasse : IV kernhout, V spinthout
- Volumieke massa : 450 kg/m²
- Radiale krimp : 1 - 1,1 %
- Tangentiale krimp : 1,6 %
- Werken : 2,6 - 2,7 %